# Legally Blonde 2: Red, White & Blonde
Legally Blonde 2: Red, White & Blonde (2003) is het vervolg op de in 2001 verschenen kaskraker Legally Blonde. Opnieuw wordt de film gedistribueerd door Metro-Goldwyn-Mayer. Hoofdrollen zijn er voor Reese Witherspoon (als Elle Woods), Luke Wilson, Sally Field, Regina King, Bruce McGill en Bob Newhart.
In het Verenigd Koninkrijk werd de film uitgebracht onder de titel Legally Blonde 2: Bigger, Bolder and Blonder.
Hoewel de film zich afspeelt in Washington D.C., werd de film gemaakt bij het kantorencomplex Delta Center en het Utah State Capitol in Salt Lake City, Utah en bij het Illinois State Capitol in Springfield, Illinois. Voor de luchtopnames werd gebruikgemaakt van schaalmodellen.

## Verhaal
In Legally Blonde 2 gaat Elle Woods op zoek naar de moeder van haar chihuahua, Bruiser. Ze ontdekt dat Bruisers moeder gebruikt wordt als proefdier voor make-uptesten. Het advocatenkantoor waarvoor ze werkt, heeft het bedrijf dat gebruikmaakt van de testen als klant. Elles verzet hiertegen leidt tot haar ontslag.
Hoewel ze volop bezig is met de planning van haar huwelijk, besluit Elle naar Washington D.C. te trekken waar ze als juridisch assistente aan de slag kan bij een congreslid dat ook lid was van haar studentenclub 'Delta Nu'. Ze wil er een wetsontwerp laten indienen dat het gebruik van proefdieren voor cosmetica laat verbieden. Haar kleurrijke verschijning en manier van werken leidt tot heel wat ophef in de grauwe wereld van het Congres. Ze stuit op heel wat verzet, maar kan op haar manier enkele medewerkers en parlementsleden aan zich binden en een wetsontwerp indienen dat ze naar haar hond noemt.
Plots verliest ze de medewerking van haar parlementslid dat gesponsord blijkt te zijn door een cosmeticabedrijf. Ze dreigt haar vertrouwen in het systeem te verliezen, maar wordt er door haar ex-collega's bovenop gehaald. Samen met haar oude vriendinnen en nieuwe vrienden in Washington D.C. krijgt ze opnieuw steun voor haar wetsontwerp. Dankzij een van haar voormalige tegenstandsters, die nu ook haar zijde kiest, slaagt ze erin het verzamelde congres toe te spreken en wordt haar wetsontwerp goedgekeurd. De film eindigt met de vrijlating van Bruisers moeder en Elles huwelijk, waarbij Elle nadenkt over de toekomst en haar ogen op het Witte Huis richt.

## Rolbezetting
- Reese Witherspoon als Elle Woods
- Luke Wilson als Emmett Richmond
- Sally Field als Victoria Rudd
- Regina King als Grace Rossiter
- Jennifer Coolidge als Paulette Bonafonté
- Jessica Cauffiel als Margot
- Alanna Ubach als Serena
- Bob Newhart als Sid Post
- Bruce McGill als Stan Marks
- Dana Ivey als Libby Hauser
- Bruce Thomas als UPS-koerier
- Mary Lynn Rajskub als Reena Giuliani
- J. Barton als Timothy McGinn
- Sam Pancake als Kevin
- Octavia Spencer als Beveiliger C'est Magnifique
- Moonie als Bruiser, Elles chihuahua
- Gidget als Bruisers moeder

## Trivia
- Na de opnames mocht Reese Witherspoon de hele garderobe van haar personage mee naar huis nemen. Dat werd zo, op haar vraag, bepaald in haar contract.[1]